# Omagua (Höhenstufe)

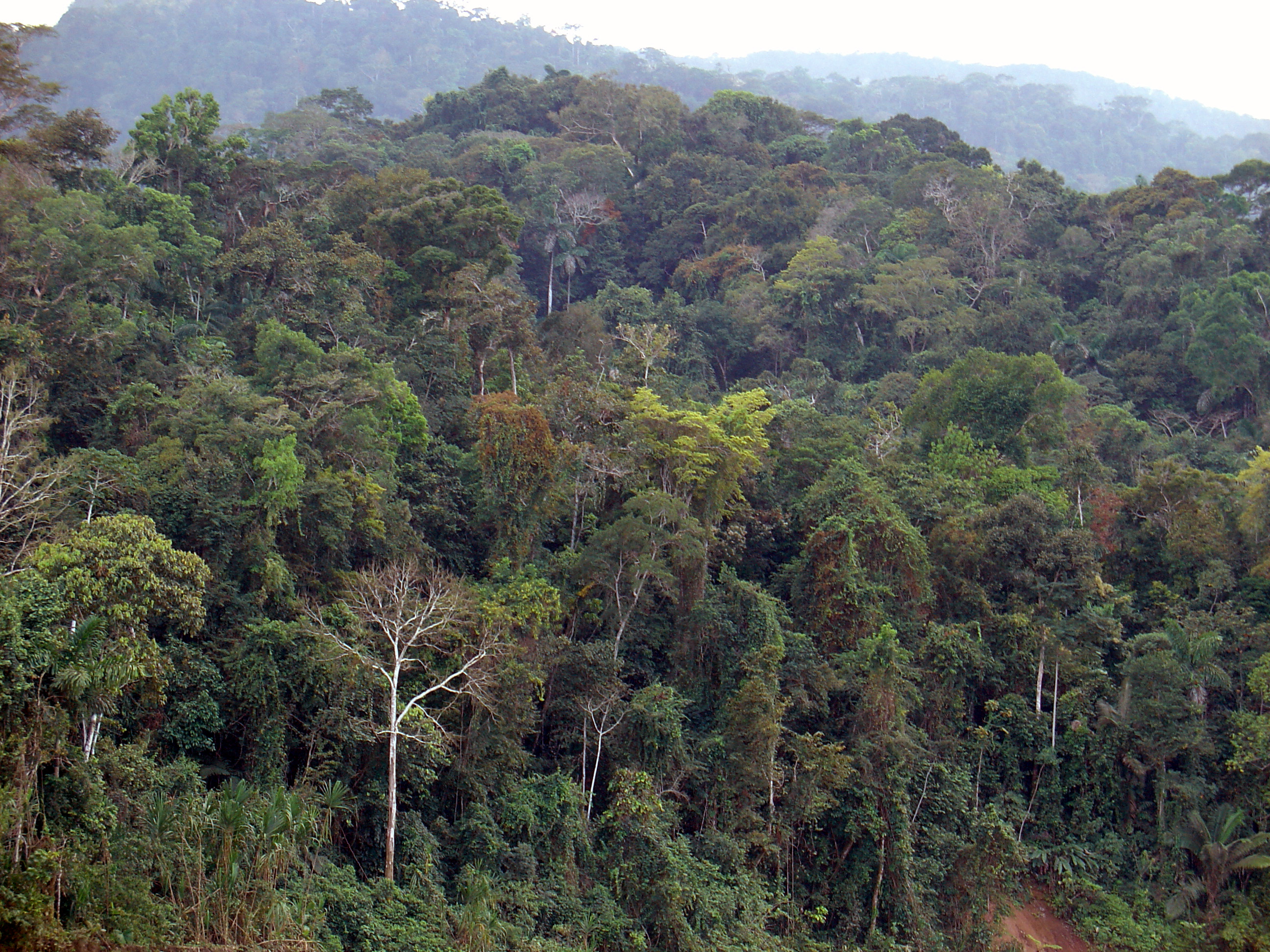
Omagua-Region, Amazonas, Peru

Die Omagua (nach dem indigenen Volk der Omagua), auch Selva baja (Spanisch „niedrig gelegener Wald“), Walla oder Anti, ist nach Javier Pulgar Vidal die am niedrigsten gelegene Höhenstufe der tropischen Ostabdachung der Anden bis 400 m Höhe über dem Meeresspiegel. Sie liegt im Westen Amazoniens. Zusammen mit der Chala-Stufe der Anden-Westseite bilden sie die planare Höhenstufe und sind Teil der klassischen Anden-Zonierung Tierra caliente („heißes Land“).
Das Klima ist mit Temperaturmitteln über 24 °C heiß. Die relative Luftfeuchtigkeit ist hoch; es gibt im Sommer Niederschlagsspitzen. Die Oberfläche ist flach, teilweise schwach wellig. Es gibt sehr viele, wasserreiche, langsam strömende Flüsse, die häufig ihr Flussbett wechseln. Seen und Sümpfe sind ebenfalls reichlich vorhanden.
Das Gebiet ist von tropischem Tieflandregenwald bedeckt.
Da die dichte Vegetation schwer zu durchqueren ist, bilden die Flüsse die Hauptverkehrsadern.